# Augustines récollettes missionnaires
Les augustines récollettes missionnaires (en latin : Missionariarum Augustinianarum Recollectarum) sont une congrégation religieuse féminine missionnaire de droit pontifical.

## Histoire
La congrégation est fondée par Francisco Javier Ochoa Ullate (it) (1889-1976) augustin récollet et 1er préfet apostolique de Shangqiu (maintenant diocèse de Shangqiu) avec la collaboration de María Esperanza de la Cruz, pour évangéliser le territoire confié à l'évêque.
Le 19 mai 1931, l'institut devient de droit diocésain par décision du fondateur et agrégé aux augustins récollets. Il reçoit le décret de louange le 18 janvier 1947.

## Activités et diffusion
La congrégation est essentiellement missionnaire.
Les sœurs sont présentes en:
- Europe du Sud : Espagne.
- Amérique du Nord : Mexique
- Amérique du Sud : Brésil, Colombie, Équateur, Pérou, Venezuela.
- Caraïbes : Cuba.
- Asie de l’Est : Chine.

La maison-mère est à Leganés
En 2017, la congrégation comptait 219 sœurs dans 37 maisons.